# Zamania
Zamania é uma cidade  no distrito de Ghazipur, no estado indiano de Uttar Pradesh.

## Geografia
Zamania está localizada a 25° 26′ N, 83° 34′ L. Tem uma altitude média de 58 metros (190 pés).

## Demografia
Segundo o censo de 2001, Zamania tinha uma população de 28,885 habitantes. Os indivíduos do sexo masculino constituem 52% da população e os do sexo feminino 48%. Zamania tem uma taxa de literacia de 59%, inferior à média nacional de 59.5%: a literacia no sexo masculino é de 69% e no sexo feminino é de 48%. Em Zamania, 18% da população está abaixo dos 6 anos de idade.